# William Petty, 2. hrabě ze Shelburne
William Petty-Fitzmaurice, 1. markýz z Lansdowne (2. květen 1737 – 7. květen 1805), známý také jako hrabě z Shelburne, byl britský státník, člen strany Whigů, který byl nejdříve ministrem vnitra a v letech 1782 až 1783 britským premiérem.

## Mládí
William Fitzmaurice se narodil 2. května 1737 v Dublinu jako první syn Johna Fitzmaurice, druhého syna Thomase Fitzmaurice, 1. hraběte z Kerry. Ten se oženil s Annou Pettyovou, dcerou sira Williama Pettyho, hlavního inspektora Irska. Po smrti jeho mladšího syna zdědil jeho panství John Fitzmaurice, který si změnil své rodové příjmení na Petty a roku 1753 byl jmenován hrabětem z Shelburne.
Petty strávil své mládí na jihu Irska a poté studoval na Christ Church v Oxfordu.

## Kariéra
Krátce po dokončení studia sloužil v regimentu Jamese Wolfa v sedmileté válce. Byl povýšen do hodnosti plukovníka a roku 1760 jmenován vojenským pobočníkem krále. Tím se dostal do blízkosti Johna Stuarta a byl jím pověřen jednáním s Henrym Foxem.
V letech 1761 až 1762 zastupoval obvod Kerry v irském parlamentu. Roku 1760 se také stal poslancem Dolní sněmovny, ale roku 1761 zdědil titul svého otce, byl jmenován 2. hrabětem ze Shelburne a odešel z vojenské služby.
Petty se roku 1763 stal členem Grenvilleho vlády jako ministr obchodu. Protože neuspěl ve snaze dostat se do Pittovy vlády, rezignoval na svou funkci. Poté, co podporoval Pitta ve Wilkesově případu, dostal se do královy nemilosti a odešel na svá panství. Když se Pitt dostal zpátky k moci, stal se správcem jižní části země (a amerických kolonií), ale v době Pittovy nemoci byla jeho politika vůči americkým koloniím terčem kritiky jeho kolegů i krále a tak byl roku 1768 odvolán z funkce.
Roku 1782 přijal místo ve vládě Charlese Watsona-Wentwortha pod podmínkou, že král uzná Spojené státy americké. Po Watsonově smrti se stal premiérem, ale spojenectví Foxe a Northa vedlo k vytvoření koalice, která zapříčinila jeho rezignaci v dubnu následujícího roku.
Petty tak neuspěl v prosazení návrhu zákona o volném obchodu mezi Británií a Spojenými státy. Poté, co se Pitt stal premiérem, byl Petty namísto jmenování členem vlády jmenován markýzem z Landsowne a stáhl se z politického života.